# مجد الكروم
مجد الكروم (بالعبرية: מַגְ'ד אל-כֻּרוּם) هي بلدة عربيَّة تقع في الجليل الأعلى في فلسطين، تتبع إداريا المنطقة الشماليَّة الإسرائيلية، وتقع حوالي 16 كيلومترا (10 ميلا) شرق مدينة عكا، وترتفع 220 م عن سطح البحر. ويعني اسم البلدة مرتفع كروم العنب بالعربية، مما يعكس شهرة البلدة لجودة كروم العنب. وتبلغ مساحة أراضيها (20042) دونماً، وتحيط بها أراضي قرى البعنة ودير الأسد ويركا وجولس وشعب والبروة. في عام 2018 بلغ تعداد سكانها 15,292 نسمة.
يبلغ عدد سكّان البلدة بحسب دائرة الاحصاء المركزيّة لعام 2021 هو 15,630، منهم 7,992 رجال و7,638 نساء جميعهم من المسلمين، نسبة الخصوبة 1.99 وتبلغ الهجرة السّالبة 21-. 

## التسمية
اشتهرت مجد الكروم منذ نشأتها حتى يومنا هذا بكروم التين الزيتون الذي اتخذ منه شعارًا ورمزًا للمجلس المحلي (ورقة التين ورأس حمامة السلام في منقارها غصن زيتون)، حيث كانت تغطي كروم الزيتون والتين 73% من أراضي القرية. واكتسب تين مجد الكروم شهره خاصة حيث كان حاضراً سباقاً في أسواق المركز والشمال. وبذلك اكتسبت قرية مجد الكروم اسمها من نِتاج أرضها وترابها.

## التاريخ
تقع مجد الكروم على موقع قديم في السهل عند سفح جبل ماهوز. تم العثور على بقايا قديمة، بما في ذلك صهاريج محفورة في الصخر. ويوجد في وسط مجد الكروم بئر قديم ونابض وقبر يعود إلى العصر الروماني وآثار تعود إلى العصر الصليبي.
يعود أصول الاسم إلى مرتفع كروم العنب باللغة العربية. حيث أشتهرت مجد الكروم بزراعة العنب. تتكون أطلال البلدة القديمة والتي تقع على مشارف البلدة الحالية من حفر مبنية في الصخور حيث استخدم السكان أقدامهم للضغط على محصول العنب لصنع النبيذ. وفقاً للموسوعة اليهودية، تم تحديد البلدة مع موقع «بيت هكيرم»، وهي بلدة تلمودية يهودية، ويعني الاسم العبري نفس معنى الاسم العربي.
خلال العصر الصليبي، كان مجد الكروم معروفة باسم ميرغيلكولون. وكانت جزءًا من ورثة ستيفاني في ميلي سيدة جبيل. وكانت ستيفاني الجدة الأم لجون أليمان، وفي عام 1249 قام ألميان بنقل الأرض، بما في ذلك بيت جن وساجور ونحف إلى جانب مجد الكروم إلى فرسان تيوتون.
كانت مجد الكروم في قديم الزمن تقع في وجهة المسافرين غرباً للعراق وبين المسافرين شرقاً لمصر، حيث كانت القرية محطة للتجار وسائر القوافل التجارية والعسكرية على مر العصور، كانو يستريحون في منطقة العين التي كانت ولا زالت مركز القرية اليوم وفي تلك الحقبة من الزمن، وكانت تلك المنطقة بشكل أوسع منطقة المعارك والصراعات بين الحضارات قديماً حتى ان القرية كانت تهدم وتبنى مراراً وتكراراً، يظهر الطابع التراثي العريق للقرية من خلال العِمارة الرومانية البيزنطية والعثمانية الإسلامية في بيوت عدة في مركز القرية القديمة وبناية السباط الملاصقة للمسجد.

### الحقبة العثمانية
دُمجت مجد الكروم في الدولة العثمانية عام 1517 مع السيطرة على كل فلسطين، وظهر في سجلات الضرائب العثمانية لعام 1596 على أنه موجود في ناحية عكا، كجزء من سنجق صفد. وبلغ عدد سكانها 85 أسرة وخمسة عزاب، وجميعهم من المُسلمون. دفع القرويون ضريبة ثابتة بنسبة 25% على المنتجات الزراعية المختلفة، بما في ذلك القمح والشعير والزيتون وأشجار الفاكهة والقطن والماعز وخلايا النحل؛ ما مجموعه 16,560 آقجة.
وأظهرت خريطة تعود إلى فترة غزو نابليون عام 1799 لبيير جاكوتين المكان تحت اسم المجد الكروم. وفي عام 1838 تمت الإشارة إلى مجد الكروم على أنها قرية مسلمة في منطقة الشاغور، وتقع بين صفد وعكا وطبريا.
في عام 1875 زار المستكشف الفرنسي فيكتور جويرين القرية ووصف مجد الكروم بأنها قرية مُقسمة إلى ثلاثة أرباع، ولكل منها شيخ مختلف. كان إجمالي عدد السكان 800 جُلهم من المسلمين، بينما في عام 1881 وصف مسح صندوق استكشاف فلسطين القرية بأنها قرية مبنية من الحجر وتحيط بها أشجار الزيتون والأراضي الصالحة للزراعة، ويقطنها بين 600 إلى 800 مسلم. وأظهرت قائمة السكان التي تعود إلى حوالي عام 1887 أن تعداد سكان مجد الكروم بلغ 1,075 نسمة، وكلهم من المُسلمين.

### الانتداب البريطاني

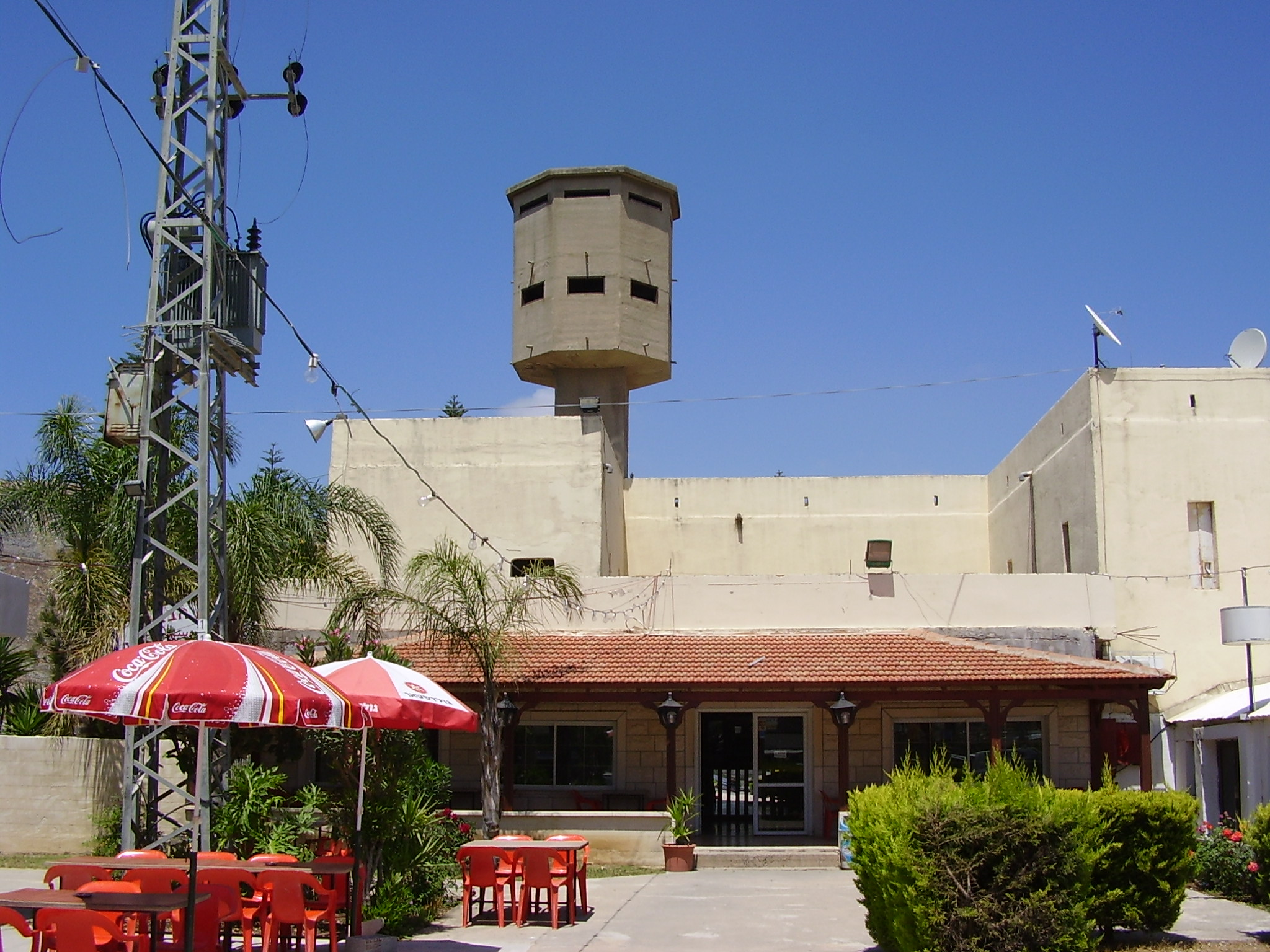
حصن الشرطة في عهد الانتداب البريطاني في مجد الكروم.

في تعداد فلسطين لعام 1922 الذي أجرته سلطات الإنتداب البريطاني، كان عدد سكان مجد الكروم حوالي 889 نسمة، منهم 885 من المسلمون السُنَّة وثلاثة مسلمون شيعة ومسيحي واحد. وفي تعداد عام 1931، ضمت مجد الكروم على حوالي 226 منزلاً مشغولاً وبلغ عدد سكانها 1,006 نسمة وكلهم من المُسلمين.
في إحصائيات عام 1945 بلغ تعداد سكان مجد الكروم حوالي 1,400 نسمة، وكان جميعهم من المُسلمون. وامتلكوا ما مجموعه 17,828 دونمًا من الأراضي، بينما كانت 2,214 دونمًا ملكية عامة.
خلال الثورة العربية 1936-1939 ضد الحكم الانتدابي البريطاني وزيادة الاستيطان اليهودي في فلسطين، كانت مجد الكروم من أوائل القرى في منطقة الجليل التي شاركت في الثورة من أحد السكان المحليين، وهو أبو فارس، والذي إدعى أنه كان أول فرد حمل السلاح في منطقة الجليل خلال الثورة وأنه كان أول من دمر البريطانيون منزله كعقاب لمشاركته. أصبح أبو فارس ثاني قائد للثورة في الجليل حتى عام 1938 عندما رفض الأمر باغتيال مؤيد عربي فلسطيني لخطة تقسيم للجنة بيل إلى دولتين يهودية وعربية. غادر أبو فارس بعد ذلك فلسطين إلى لبنان بعد أن أمر زعيم سياسي كبير للثورة وهو أمين الحسيني باغتياله.

### حرب 1948

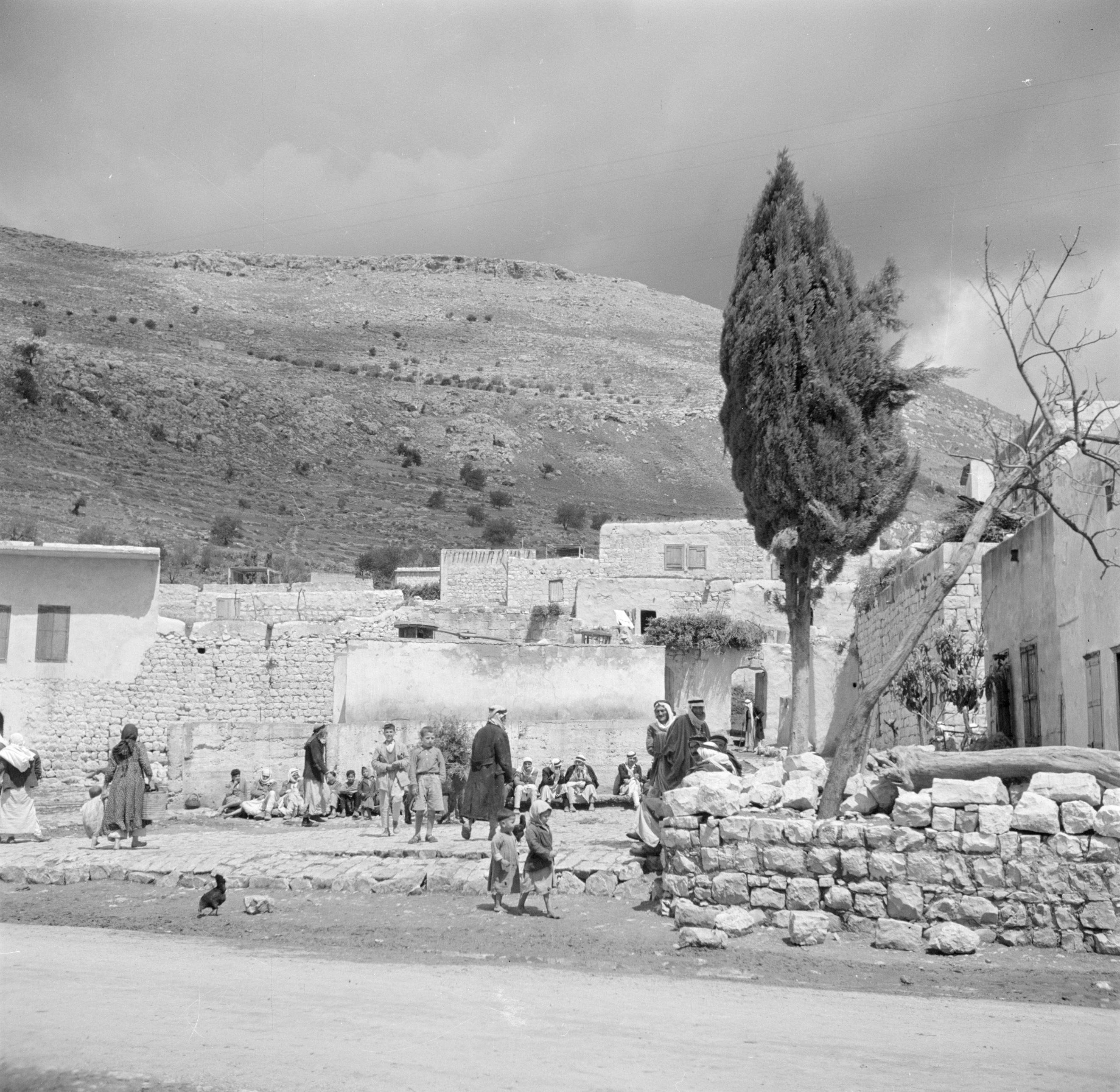
صورة لقرية مجد الكروم وبعض سكانها بعد أن استولت القوات الإسرائيلية على القرية، بين عام 1948 إلى 1949.

تم احتلال مجد الكروم من قبل القوات الإسرائيلية في أكتوبر من عام 1948 خلال عملية حيرام. انسحبت وحدة من جيش الإنقاذ العربي والتي كانت كانت تتمركز هناك من القرية بناء على طلب الإسرائيليين. أثناء مغادرة الوحدة، قام قائد جيش الإنقاذ العراقي بتجميع السكان حول القرية واقترح عليهم عدم الفرار من القرية، بل البقاء والإستسلام للضباط الإسرائيليين الذين يعرفونهم. وبناءً على ذلك، اتصلت مجموعة من سكان مجد الكروم بحاييم أورباخ، وهو ضابط المخابرات الإسرائيلي المتمركز في نهاريا (والذي دافعت عنه مجموعة من القرويين سابقًا من هجوم بالقرب من عكا). ورتب أورباخ استسلام مجد الكروم وتعهدّ بعدم الإضرار بأي شخص سيأتي إلى القرية.
ومع ذلك، في 6 نوفمبر من عام 1948، دخلت وحدة من الجيش الإسرائيلي، غير مدركة لاستسلام القرية، إلى القرية وواجهت الوحدة الإسرائيلية الأخرى الموجودة بالفعل في القرية. أدرك الجانبان خطأهما بعد تبادل قصير للنيران، وتم استبدال الوحدة الأخيرة بالوحدة القادمة. أمرت الوحدة الجديدة السكان بتسليم أسلحتهم في غضون 30 دقيقة على الرغم من أنهم سلموا أسلحتهم قبل أسبوع. قبل بلوغ الموعد النهائي، أمر الضابط الإسرائيلي القائد بهدم منزل وجمع خمسة من السكان المحليين وعصب أعينهم وأعدمهم بإطلاق النار لإثبات جديتهم. وقاموا بجمع خمسة سكان آخرين للإعدام، لكن تم إيقافهم من قبل مخبر عربي فلسطيني معروف من الدامون، وهو شفيق البقاعي. طلب شفيق البقاعي من الضباط الإسرائيليين إطلاق سراح السكان بشرح لهم الإتفاق السابق المبرم بين القرويين وحاييم أورباخ.
خلال حرب عام 1948، كانت قرية شعب خالية إلى حد كبير من السكان واستقر معظم سكانها في مجد الكروم، بعضها إستقر بشكل دائم والبعض الآخر مؤقتًا. استقر العديد من الأشخاص الذين فروا من مجد الكروم في مخيم شاتيلا للاجئين في لبنان. وقام مُقاتل سابق من القرية، وهو عبد بشر، بتأجير قطعة أرض صغيرة خارج بيروت وأسس مخيم شاتيلا للاجئين وجمع لاجئين آخرين من مجد الكروم للاستقرار هناك. ووفقًا للمؤرخة جولي بيتيت، فإن دور مجد الكروم واللاجئين «كان أساسيًا في إنشاء [المخيم]».

### دولة إسرائيل
قبل حرب 1948 كانت مساحة مجد الكروم 20,065 دونم (20.07 هكتار)، 69% منها صادرتها الدولة الإسرائيلية بين عام 1948 ومنتصف عقد 1970. صودرت غالبية الأراضي على أساس قانون أملاك الغائبين لعام 1949 من اللاجئين الذين فروا أثناء الحرب، في حين تمت مصادرة باقي الأراضي «للأغراض العامة» أو على أساس عدم وجود سند رسمي.

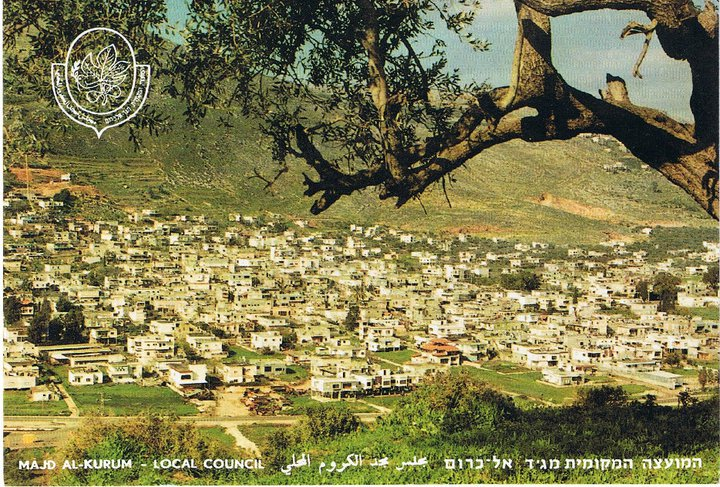
ملصق لمجد الكروم من عقد 1970.

خضعت الولاية القضائية على الأراضي المصادرة لاحقًا لسلطة هيئة الأراضي الإسرائيلية، والتي بدأت بموجب قانون عام 1960، والذي حظرّ بيع أراضي الدولة، عملية تبادل للأراضي مع باقي سكان مجد الكروم. وبناءاً على ذلك، تبادل العديد من سكان مجد الكروم الأراضي الزراعية التي كانوا يمتلكونها مقابل الأراضي المصادرة داخل القرية، أي المناطق المخصصة للاستخدام السكني، بدلاً من شراء الأراضي المصادرة من القرية. سعر نقل الأراضي استلزم السكان نقل خمس دونمات من أراضيهم الزراعية مقابل دونم واحد من الأراضي داخل المناطق السكنية بالقرية، وعادةً ما كانت إدارة الأراضي الإسرائيلية تحتفظ بحصة ملكية تتراوح ما بين 10% إلى 25% من القطعة السكنية. لم يتم تمييز حصة ملكية الأقلية في إدارة الأراضي الإسرائيلية بشكل واضح في الاستطلاعات، مما ضمن سيطرة إدارة الأراضي الإسرائيلية على حق السكان في البناء على الأراضي المكتسبة حديثًا. كانت عملية تبادل الأراضي نشطة بشكل خاص بين عام 1965 وعام 1980، وتم خلالها تحويل 15,860 دونم إلى هيئة الأراضي الإسرائيلية مقابل 3,010 دونم تم تحويلها إلى سكان مجد الكروم.
أصبحت مجد الكروم مجلساً محلياً في عام 1964، وفي الوقت نفسه، صادرت الدولة حوالي 5,100 دونم من الأراضي لبناء مدينة كرمئيل اليهودية، والتي أعلن رئيس الوزراء الإسرائيلي ليفي أشكول تأسيسها كمحاولة لتهويد الجليل. في عام 1966 بدأت جهود الخطة الرئيسية واكتملت في عام 1978. ومع ذلك، لم تتم الموافقة على الخطة الرئيسية من قبل السلطات، وبينما ارتفع عدد السكان من 4,000 إلى 6,700 بين عام 1966 وعام 1990، لم يتم تخصيص أرض جديدة لمجد الكروم للتعامل مع النمو السكاني. ابتداءً من السبعينيات من القرن العشرين، أطلقت الوكالة اليهودية جهودًا لبناء حوالي ستين مجتمع يهودي صغير، كانت تُعرف آنذاك باسم نقاط المراقبة، بين القرى العربية في منطقة الجليل لمراقبة والتحقق من نشاط البناء العربي. ومن بين هذه المجتمعات اليهودية كانت كل من لافون وتوفال وجيلون وتزوريت تحد مجد الكروم.
شارك عدة مئات من سكان مجد الكروم في مظاهرات يوم الأرض عام 1976، والتي احتجت على جولة أخرى من مصادرة الدولة للأراضي المملوكة للعرب، حيث تم نقل 2,100 دونم من مجد الكروم لتوسيع كرمئيل. قُتل ستة متظاهرين عرب في بلدات عربية مجاورة، ومنذ ذلك الحين، انتهت المصادرة الجماعية للأراضي المملوكة للعرب من قبل الدولة. في عام 1977 نُظمت مظاهرات كبيرة مناهضة للحكومة في مجد الكروم والقرى المجاورة للاحتجاج على هدم منزل في مجد الكروم تم بناؤه بالقرب من الطريق بين صفد وعكا، قُتل شخص واحد وأصيب عدد آخر عندما حاولت الشرطة تفريق المتظاهرين. ودفعت الحادثة رئيس البلدية محمد منّاع لمغادرة حزب العمل الإسرائيلي والانضمام إلى حزب الجبهة الديمقراطية للسلام والمساواة. أُعيد انتخاب محمد منّاع في وقت لاحق عام 1986. أعلن توفيق زياد، عضو الكنيست آنذاك، «طالما كانت هناك حجارة في الجليل، سنستخدمها في رجم من يحاول تدمير منازلنا». أدّى الاحتجاج ورد فعل الدولة إلى المزيد من المعارضة جادة من عرب 48 لسياسات الدولة.
في عام 2003 إندمجت مجد الكروم والمجالس المحلية القريبة منها دير الأسد والبعنة لتشكيل مدينة شاغور. خلال حرب لبنان عام 2006، سقط أكثر من 40 صاروخ كاتيوشا في محيط مدينة شاغور. قُتل رجلان من مجد الكروم، وهما بهاء كريم ومحمد صبحي مناع، عندما سقط صاروخ بالقرب منهما. تم حل بلدية الشاغور في وقت لاحق في عام 2009 لتعود كل من مجد الكروم ودير الأسد والبعنة لوضع مجلس محلي.

## الجغرافيا والطبيعة

التين المجدلاوي أتخذ منه شعار القرية.

تقع القرية في الجليل الأعلى على سهل طولي الشكل يمتد من منطقة عكا وحتى نهاية قرية نحف ويعد السهل ثالث أطول السهول العرضية في إسرائيل.
حتى قيام مستوطنة أحيهود كان يسمى بــ«سهل مجد الكروم». وبالإضافة إلى احراش مجد الكروم التي نسبت ايضاً للمستوطنة، يحاذي القرية جبل الجمل أو (العريض) من الشمال وجبل جنوبي من اسفل ومن معالمها الجغرافية جدول مائي يصب في وادي يسمى بــ «وادي الحلزون» أو كما يسمى (القرار) أي مُستقر ماء الجدول بجانب القرية. وفي شمال غرب القرية تحط مغارات «مغر الحمام» مغاور كارستية، وجدت فيها آثار إنسان حجري منذ 50 ألف سنة. سكنها الإنسان بمختلف شرائحه الاجتماعية كالكنعانيين والبيزنطيين ويعود تاريخها إلى ما قبل الميلاد.

## ديموغرافيا

### تعداد السكان

زقاق في مركز القرية.

| السنة | التعداد |
| ----- | ------- |
| 1922  | 889     |
| 1931  | 1006    |
| 1945  | 1400    |
| 1948  | 1896    |
| 1949  | 2007    |
| 1955  | 2500    |
| 1961  | 2830    |
| 1972  | 4390    |
| 1983  | 6242    |
| 1995  | 9118    |
| 2000  | 10800   |
| 2001  | 11100   |
| 2002  | 11400   |
| 2011  | 13789   |

### الفئة العمرية
| السنة   | النسبة % |
| ------- | -------- |
| 0 – 4   | 12,3     |
| 5 – 9   | 12,4     |
| 10 – 14 | 12,4     |
| 15 – 19 | 10,7     |
| 20 – 29 | 14,7     |
| 30 – 44 | 20,6     |
| 45 – 59 | 11,2     |
| 60 – 64 | 1,6      |
| 65      | 4,0      |

### الأوضاع الاجتماعية الاقتصادية
في عام 2017 نما عدد السكان بمعدل نمو سنوي بلغ 1.5%. وكانت في المرتبة الثانية من أصل عشرة في المؤشر الاجتماعي-الاقتصادي في عام 2015. وبلغت نسبة المؤهلين للحصول على شهادة الثانوية العامة أو البجروت بين طلاب الصف الثاني عشر بين عام 2016 وعام 2017 حوالي 67.3%. وكان متوسط الراتب الشهري للسكان في نهاية عام 2016 هو 5,590 شيكل جديد بالمقارنة مع المتوسط الوطني حوالي 8,913 شيكل جديد.
أمّا بالنّسبة لاحصاءات دائرة الاحصاء المركزية لعام 2021 فمتوسّط الراتب الشّهري للرّجال 7,366 شيكل، والنّساء 4,623 شيكل. مكانة البلدة على المؤشّر الاقتصادي- الاجتماعيّ 3 من أصل 10. أمّا نسبة الطّلاب الحاصلين على شهادة بجروت77.2، وأمّا نسبة الطّلّاب المنخرطين في التّعليم العالي فهو 3.1. 

### الدين

مسجد الهجرة

مجد الكروم قرية مسلمة سُنيَّة، حيث وفقاً لمعطيات دائرة الإحصاء المركزية الإسرائيلية بلغت نسبة المُسلمين عام 2017 حوالي 99.9% من سكان البلدة، وقد شاع ان القرية سكنها يهود شرقيين قبل قيام دولة إسرائيل، ويتبنى المسلمين في البلدة نمط حياة يتراوح بين العلماني والتقليدي. ومن العائلات في البلدة آل أبو داوود، وبدران، وجابر، وحريكي، وحمدان، وحمود، وخلايلة، وزرقاوي، وسرحان، وسريس، وصلِيبي، وفرحات، وقدّاح، وكبت، وكرَيِّم، وكنعان، وكيوان، ومناع، ومنصور وغيرها من العائلات.
من الرموز والمعالم الدينية البارزة للقرية مقامات وأضرحة الشيوخ مثل ضريح الشيخ رفاعي وضريح الشيخ طعمة وضريح الشيخ سريس. ويوجد بالقرية مسجدين:
- مسجد أبو بكر الصديق الذي يعود تاريخه إلى العهد الروماني حيث كان كنيسة وبعد الفتح الإسلامي للمنطقة هُدمت الكنيسة وتحولت إلى مسجد وتم إعادة بنائه وترميمه من جديد يعتبر المسجد أحد أهم رموز القرية التاريخية، وفي العهد القريب تم إضافة المئذنة وادخال كافة اشكال التكنولوجيا المساندة.
- مسجد الهجرة الذي تأسس سنة (2000م) ويعتبر مسجدأً حديثاً ويتكون من طابقين وشرفة الطابق الأول يستخدم كمعهد للتعليم والحاسوب والطابق الثاني المصلى الرئيسي.
- يشرع الآن ببناء مسجدين اخرين في القرية يخدمان الحارة الشرقية.

## ثقافة

### الرياضة
يمثل اتحاد أبناء أحمد مجد الكروم بكرة القدم ويلعب في دوري الدرجة الأولى في إسرائيل. وينافس فريق شبيبة في الدرجة القطرية وفريق البنات في كرة القدم. وهناك أيضا العديد من الفريق التي تمثل مجد الكروم برياضات مختلفة مثل: كرة السلة وكرة الطائرة.

## مواصلات
اقترحت شركة خطوط السكك الحديدية الإسرائيلية بناء محطة قطار إضافية في مجد الكروم على السكة الحديد إلى كرميئيل، على الرغم من عدم تحديد مواعيد البناء.